# Hylaeus constrictus
Hylaeus constrictus är en biart som först beskrevs av Cockerell 1905.  Hylaeus constrictus ingår i släktet citronbin, och familjen korttungebin. Inga underarter finns listade i Catalogue of Life.